# تيفاني ميتشل (كرة سلة)
تيفاني ميتشل (بالإنجليزية: Tiffany Mitchell)‏ مواليد 23 سبتمبر 1994 في تشارلوت، هي لاعبة كرة سلة أمريكية. بدأت مسيرتها الاحترافية في سنة 2016. تم اختيارها من قبل فريق إنديانا فيفر خلال الدرافت. تلعب مع إنديانا فيفر في دوري الاتحاد الوطني لكرة السلة النسائية. وتحمل الرقم 3. يبلغ طولها 5 قدم 9 بوصة (1.8 م). لعبت مع نادجدا أورينبورغ في الدوري الروسي لكرة السلة للسيدات.

## روابط خارجية
- تيفاني ميتشل على موقع الاتحاد الدولي لكرة السلة (الإنجليزية)
- تيفاني ميتشل على موقع الاتحاد الوطني لكرة السلة النسائية (الإنجليزية)
- تيفاني ميتشل على موقع كرة السلة الأوروبية.كوم (الإنجليزية)
- تيفاني ميتشل على موقع كلية كرة السلة في سبورتس رفرنس.كوم (الإنجليزية)
- تيفاني ميتشل على موقع بروبوليرز (الإنجليزية)
- تيفاني ميتشل على موقع سبورتس رفرنس (الإنجليزية)